# Adolph Untersee

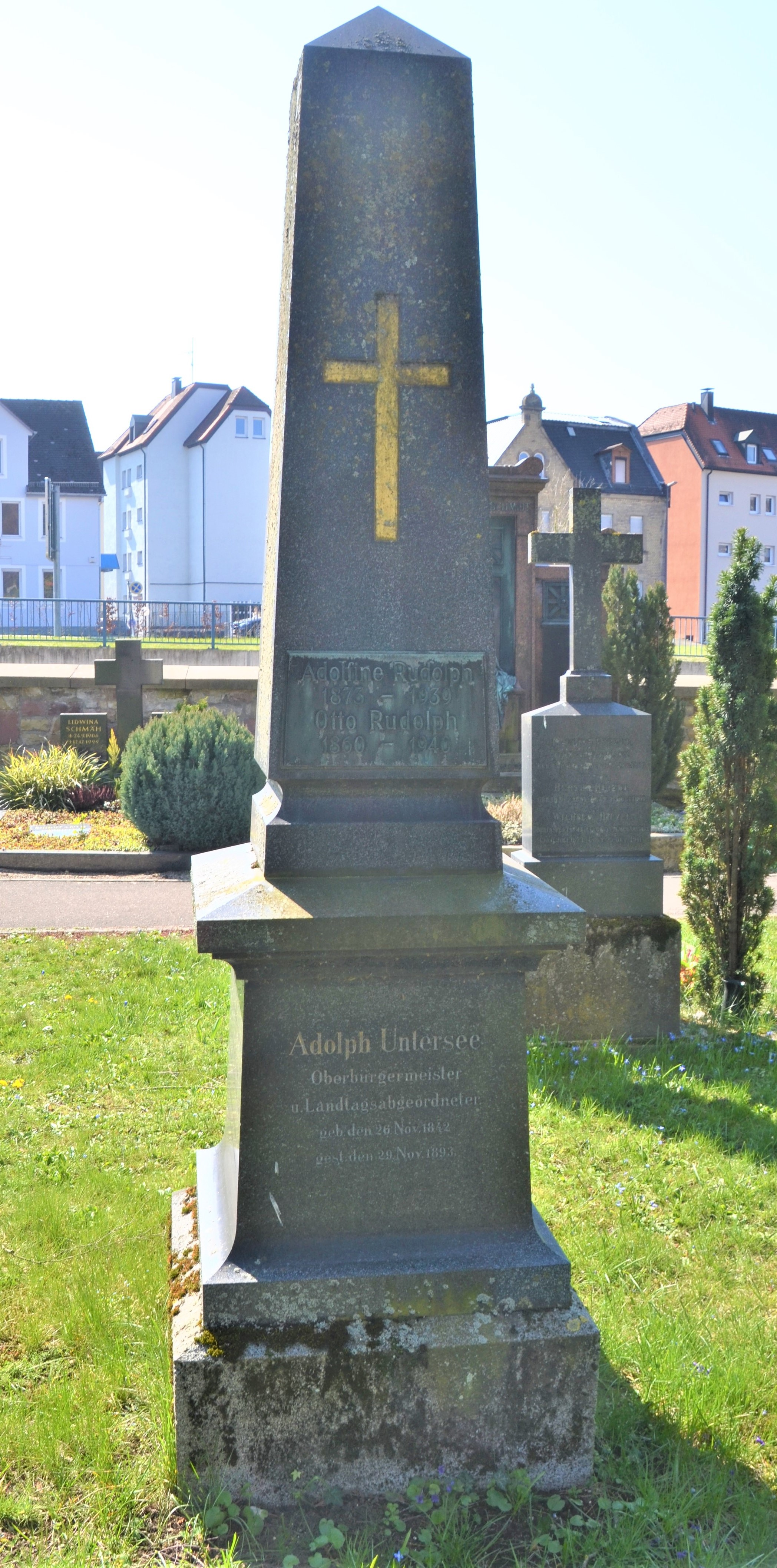
Grabmal auf dem Leonhardsfriedhof

Adolph Untersee (* 26. November 1842 in Gmünd; † 29. November 1893 ebenda; auch Adolf Untersee) war Stadtschultheiß der Stadt Gmünd sowie Abgeordneter für das Oberamt Laupheim.

## Leben
Der Goldschmiedssohn Untersee studierte nach dem Abitur in Ehingen (Donau) zunächst Philosophie und Theologie, anschließend Staats- und Rechtswissenschaften sowie Volkswirtschaftslehre an der Universität Tübingen. 1865 erhielt er den Preis der Volkswirtschaftlichen Fakultät. Im Dezember 1868 absolvierte Untersee die II. Höhere Justizdienstprüfung, bevor er von 1869 bis 1871 Justizassesor in Welzheim, Schwäbisch Gmünd und Saulgau war. Im Dezember 1872 ließ er sich als promovierter Rechtsanwalt in Gmünd nieder. Er wurde dort 1877 zum Stadtschultheiß gewählt und erhielt von König Karl von Württemberg 1886 den Titel Oberbürgermeister. Ab 1876 bis zu seinem Tode vertrat Untersee zudem das Oberamt Laupheim als Landtagsabgeordneter in den Württembergischen Landständen. Er war Mitglied des Vorbereitungskomitees sowie Hauptredner beim Katholikentag 23./24. November 1890 in Ulm.
In seine Amtszeit als Stadtschultheiß fielen die Kanalisation der Stadt sowie der Um- und Neubau von Straßen. Zudem wurden zwei neue Schulhäuser errichtet, das Gmünder Münster restauriert und die Fortbildungsschule erweitert. Untersee wurde für seine Verdienste mit dem Friedrichs-Orden Erster Klasse ausgezeichnet.
Völlig überraschend verstarb Untersee 1893 im Amt. Untersee wurde auf dem Leonhardsfriedhof beigesetzt. Untersee war verheiratet und hatte eine Tochter.